# سانتا کریستینا والگاردنا
سانتا کریستینا والگاردنا (به ایتالیایی: Santa Cristina Valgardena) یک کومونه در ایتالیا است که در تیرول جنوبی واقع شده‌است. سانتا کریستینا والگاردنا ۳۱٫۸ کیلومتر مربع مساحت و ۱٬۹۰۰ نفر جمعیت دارد و ۱٬۴۲۸ متر بالاتر از سطح دریا واقع شده‌است.